# خميني أباد دارشاهي (دنا)
خميني أباد دارشاهي (بالفارسية: خمینی‌آباد دارشاهی) هي قرية تقع في إيران في قسم دنا الريفي. يقدر عدد سكانها بـ 79 نسمة .